# Hollywood Party (programma radiofonico)
Hollywood Party è un programma radiofonico in onda su Rai Radio 3 ogni giorno alle ore 19. Il nome della trasmissione riprende il titolo dell'omonimo film con Peter Sellers; la prima puntata è stata trasmessa il 18 aprile 1994. Sua curatrice storica fu Silvia Toso (scomparsa nel dicembre 2024) che ne aveva anche seguito la produzione e la regia fino al 2011; oggi la cura e la regia sono affidate  a Maddalena  Gnisci e Francesca Levi.
Si tratta di una trasmissione interamente dedicata al cinema che vede la partecipazione di registi e interpreti italiani e stranieri intervistati dai conduttori. In occasione di importanti festival cinematografici, come ad esempio il festival di Venezia, il programma trasmette in diretta dalle sedi delle manifestazioni.
Inizialmente in onda solo nei giorni feriali, il programma è stato in seguito trasmesso anche la domenica con le dirette del programma Cinema alla radio, che offrono il racconto radiofonico delle anteprime cinematografiche, o le riletture di classici del cinema.
Numerosi critici cinematografici si sono alternati alla conduzione, tra i quali Alberto Crespi, Alessandro Boschi, Steve Della Casa, Enrico Magrelli, Dario Zonta, Miriam Mauti, Roberto Silvestri, Tatti Sanguineti, Luca Bandirali, Stefania Ulivi, Alberto Anile, Irene Bignardi, Lello Bersani, David Grieco, Matteo Spinola, Alberto Barbera, Franco La Polla e l'immaginario attore sardo Efisio Mulas (Claudio De Pasqualis), sino a Mario Monicelli. Nei primi anni del programma figuravano varie rubriche ad appuntamento fisso, poi sospese; tra coloro che le hanno condotte si annoverano i nomi di Enrico Ghezzi, Sergio Grmek Germani, Silvano Agosti, Italo Moscati, Orio Caldiron, Enrico Lucherini, Sergio Sollima, Cinzia Leone, Elio Pandolfi.